# Ligne de Champigneulles à Sarralbe
La ligne de Champigneulles à Sarralbe est une ancienne ligne de chemin de fer française, à écartement standard, non électrifiée.

## Histoire
Par une convention signée le 18 janvier 1868 entre le conseil général de la Meurthe et la société belge de chemins de fer, la ligne allant de Nancy à Château-Salins avec embranchement sur Vic est concédée au titre de l'intérêt local. Cette convention est approuvée par un décret impérial le 26 juillet 1868 qui déclare la ligne d'utilité publique.
Par une convention passée le 11 avril 1872, la société des chemins de fer de la Lorraine confie l'exploitation de la ligne à la Compagnie des chemins de fer de l'Est. Cette convention est approuvée par décret le 18 octobre 1873.
La ligne est mise en service :
- le 21 juin 1873 de Champigneulles à Château-Salins[4],
- le 1er novembre 1881 de Château-Salins à Sarralbe (et Sarreguemines)[5].

La ligne est mise à double voie :
- le 1er avril 1895 de Bénestroff à Sarralbe (conjointement avec la mise en service de la ligne de Sarralbe à Kalhausen)[5]
- le 27 octobre 1924 de Château-Salins à Bénestroff (avec une mise en service provisoire de Château-Salins à Haboudange le 22 juillet 1924 et d'Haboudange à Bénestroff le 31 juillet 1924)[5]

La partie de la ligne restée française après la guerre de 1870 est reclassée dans le réseau d'intérêt général par une loi le 26 mars 1879.
Dans le cadre d'un ajustement des limites entre les réseaux de la Compagnie des chemins de fer de l'Est et de l'Administration des chemins de fer d'Alsace et de Lorraine, par une convention signée le 1er octobre 1930 entre le ministre des Travaux publics, la compagnie et l'administration, l'État attribue à la Compagnie des chemins de fer de l'Est la concession de la section de ligne entre l'ancienne frontière et Château-Salins ainsi que l'antenne de Vic-sur-Seille. Cette convention est approuvée par une loi le 8 juillet 1933.
Entre Rodalbe et Bénéstroff, un saut de mouton permet de basculer à la circulation à droite utilisée en Alsace-Moselle.
À Burthecourt (lieu-dit de la commune de Salonnes), une antenne de 3 km permettait de rejoindre Vic-sur-Seille. Elle était numérotée 139 dans la nomenclature de la région est. Elle a été fermée le 1er juillet 1939 au trafic voyageur et le 2 octobre 1952 au trafic marchandises.
La ligne principale a été fermée au service voyageurs :
- le 5 juin 1971 (fin du service omnibus[4]) puis le 1er avril 1979[8] ou 1er mai 1979[4] pour la section de Nancy à Château-Salins,
- le 28 septembre 1969 entre Château-Salins et Bénestroff[5] (seul un train Nancy - Bénestroff est maintenu jusqu'au 1er mai 1979[4]),
- le 31 mai 1970 entre Bénestroff et Sarralbe[5].

Les fermetures au service marchandises s'échelonnent :
- le 1er juin 1989 de Champigneulles à Eulmont-Agincourt[4],
- le 1er juin 1987 d'Eulmont-Agincourt à Château-Salins[4],
- le 3 avril 1972, fermeture de fait de la section Château-Salins - Bénestroff (consécutivement à la fermeture de la gare d'Hampont)[5],
- le 27 septembre 1970, neutralisation de la section Bénestroff - Léning (avec néanmoins maintien de la possibilité d'y faire circuler des transports exceptionnels)[5],
- le 29 septembre 1985 de Léning à Insming[5],
- le 18 avril 1990 d'Insming à Rech (voie neutralisée depuis le 1er mars 1990)[5],
- le 1er janvier 1991, neutralisation de la section Rech - Sarralbe[9].

La ligne est remise à voie unique :
- le 28 septembre 1970 de Château-Salins à Conthil[5],
- le 21 mars 1972 de Bénestroff à Rech[5],

La ligne est déclassée :
- le 26 juillet 1973 de Château-Salins à Bénestroff (dépose de la voie en 1974)[5],
- le 10 novembre 1989 de Léning à Insming[5],
- le 25 février 1993 d'Insming à Rech[5]

Les premiers kilomètres sont aménagés en voie verte depuis 2008 : la voie verte de la vallée de l'Amezule.